# 流水宫
流水宫（西班牙語：Palacio de Aguas Corrientes）是阿根廷布宜诺斯艾利斯的一座历史地标建筑，位于巴尔瓦内拉街区北端的科尔多瓦大道，占据一个城市街区，是一个仍在使用的泵站。

## 建筑
这座抽水站，由阿根廷瑞典裔建筑师卡洛斯·尼斯特罗默建于1877年，以取代国会广场不显眼的水塔。1894年竣工。这座法国文艺复兴建筑覆盖着30多万块从英国进口的皇家杜尔顿釉面、多色赤陶瓷砖。它有一个蒙萨式锡屋顶，上面的尖塔代表当时阿根廷14个省份。
建筑的入口有两个女像柱，景观花园有挪威雕塑家奥拉夫·博耶创作的半身像，以纪念布宜诺斯艾利斯给排水有限公司第一任董事吉列尔莫·维拉纽瓦工程师, 英国拥有的市政水厂于1869年落成。
1892年英国公司国有化后，这座建筑交给布宜诺斯艾利斯市。公司最终称为国家水务公司（Obras Sanitarias de la Nación，OSN）, 1993年以30年的合同重新定价。2006年合同终止，财产转让给一家国有企业 AySA。 建筑内仍有办公室、历史档案馆和一个小型水务博物馆。
这座建筑在托马斯·埃洛伊·马丁内斯（Tomas Eloy Martinez）的《圣埃维塔》（Santa Evita）一书中占有重要地位。在他的书《探戈歌手》中也有所提及。

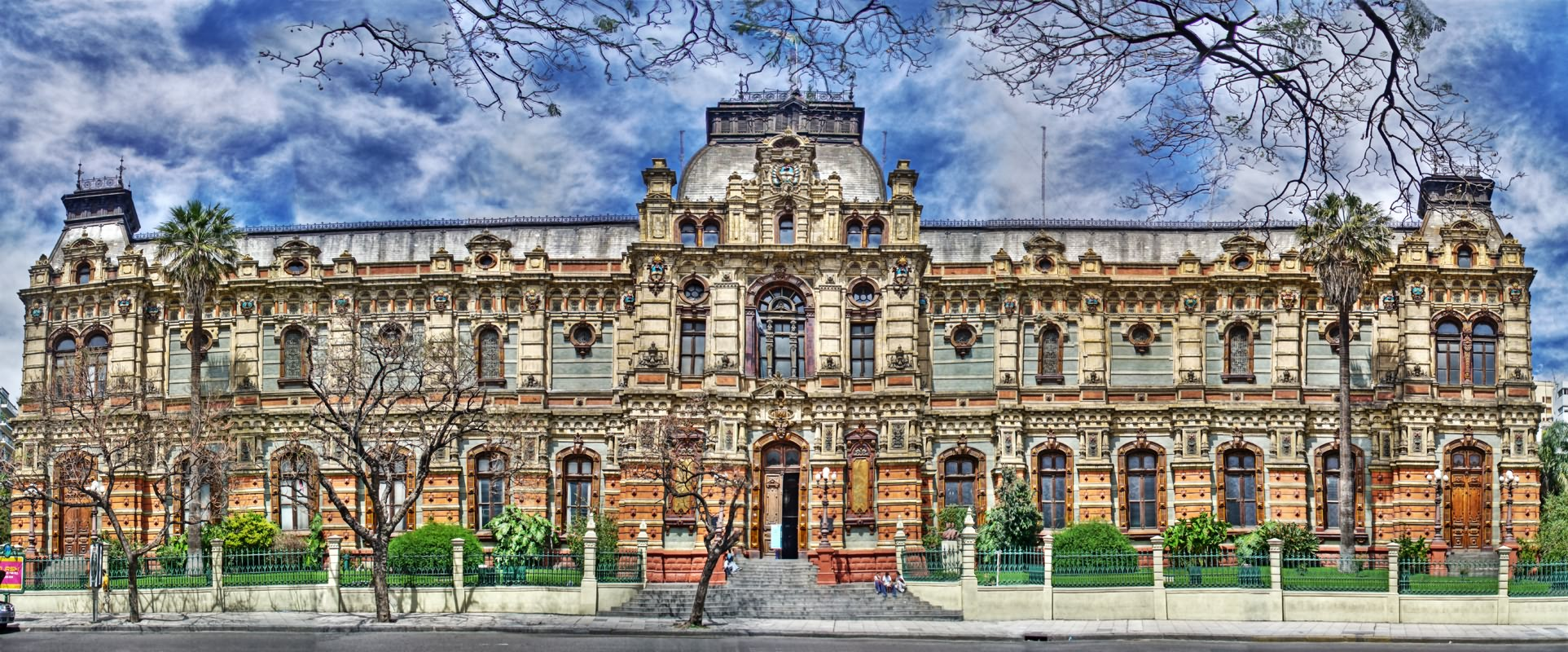
全景

## 档案
档案馆建立于1873年，包含有关于布宜诺斯艾利斯标志性建筑和供水规划的完整和具体信息。档案馆包括三个主要部分：
- 水网供应档案：包含关于水处理厂、污水和供水网络、排水和项目的计划，信息包括管道的类型、尺寸和材料、日期、建筑图纸等。收藏规模约6万张，最古老的是1870年。

- 供水申请记录：收集了大量文件，详细说明在布宜诺斯艾利斯建造的几乎每栋建筑的建筑类别、供水申请表格、建筑材料、措施、管道连接数量、业主姓名等。许多文件上有名人签署，如总统巴托洛梅·米特雷, 生理学家贝尔纳多·奥赛、作家豪尔赫·路易斯·博尔赫斯等。收藏规模约35万张。

- 管道计划档案：保存布宜诺斯艾利斯32万块土地的管道和消防服务计划。这些计划对于排水和排污以及修复漏水至关重要。该档案还保存了七月九日大道等布宜诺斯艾利斯主要道路和高速公路建设期间拆除的建筑物的计划。收藏品有大约280万张照片，可追溯到1889年。

## 外观

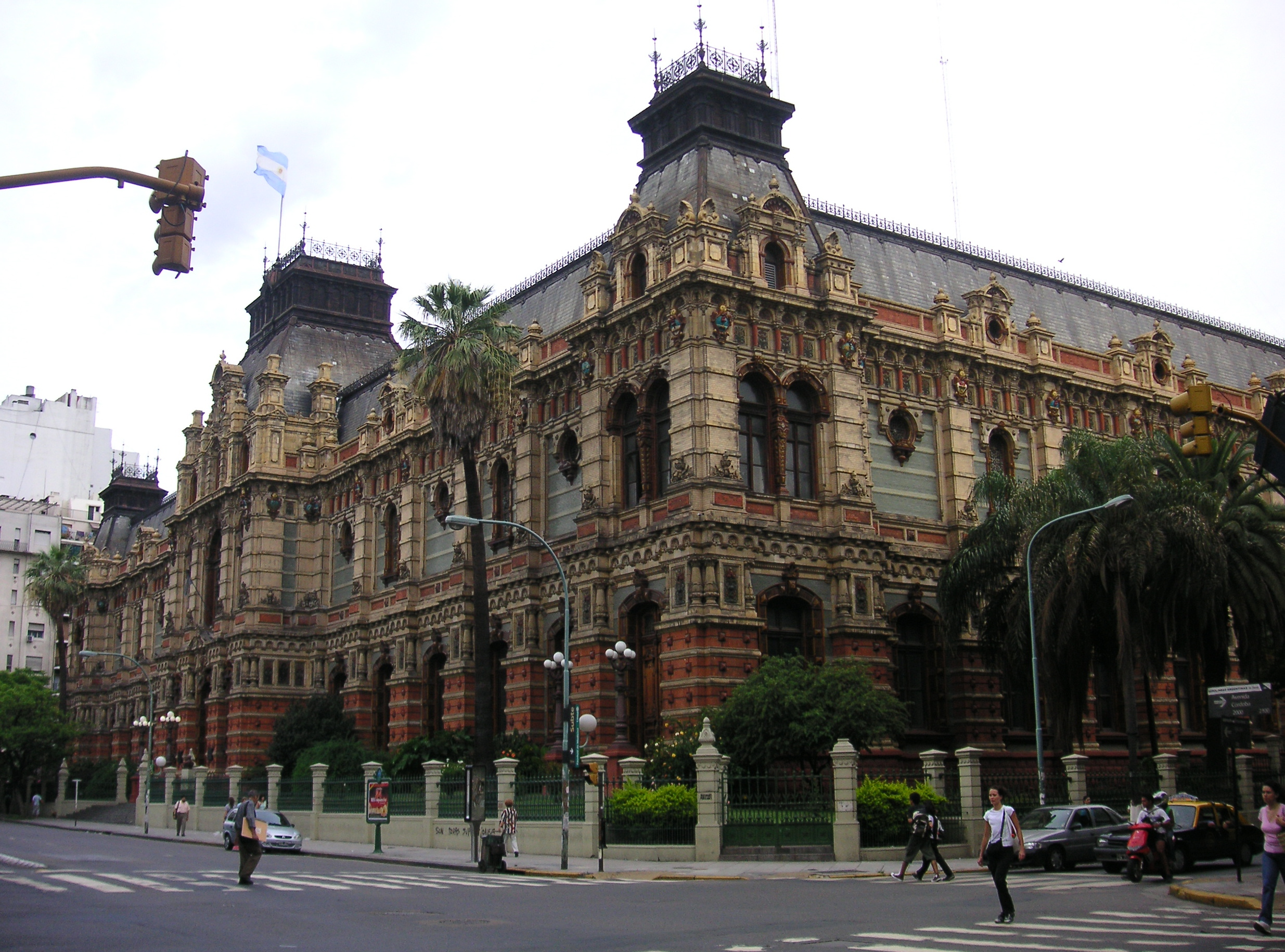
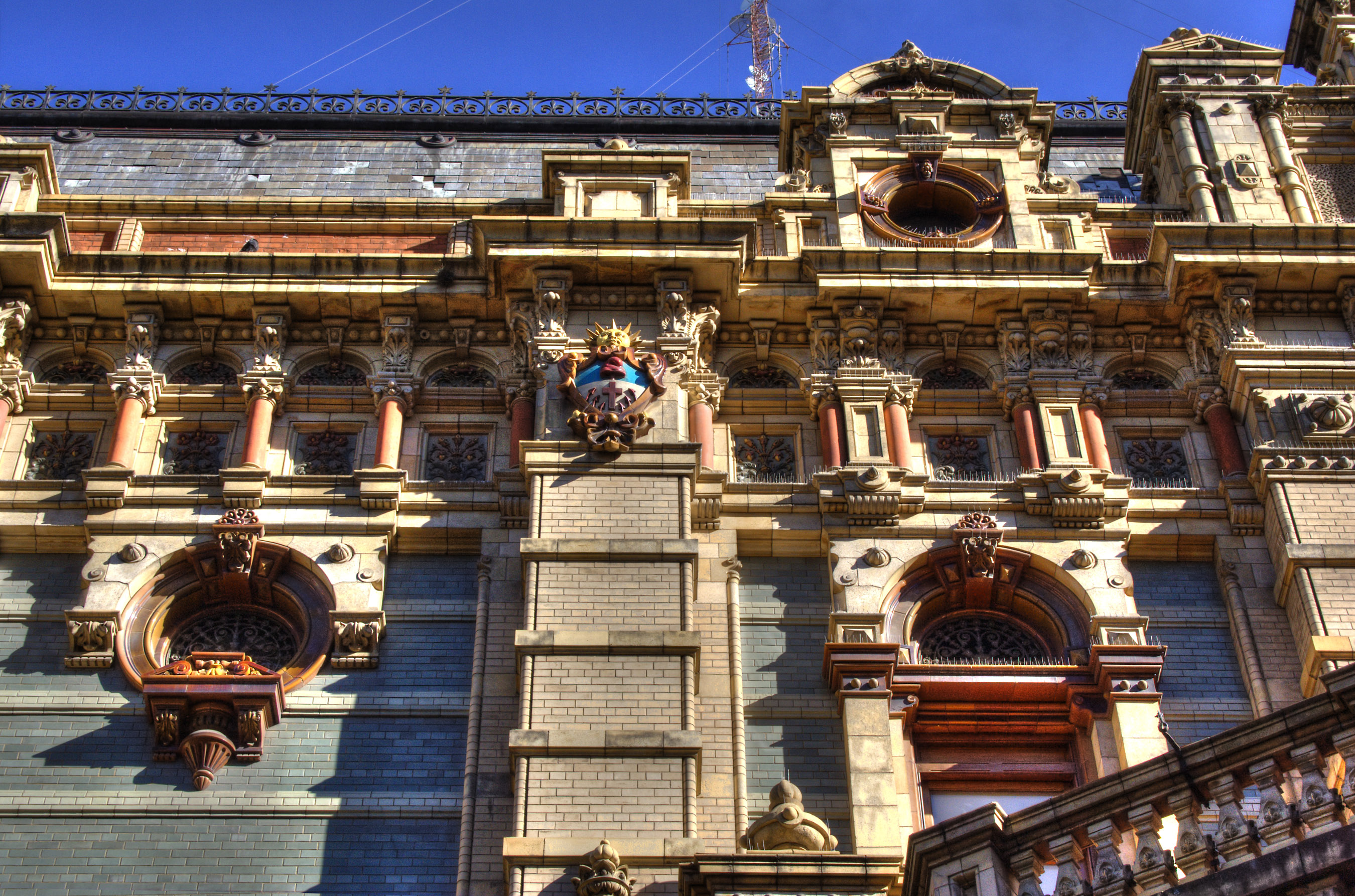
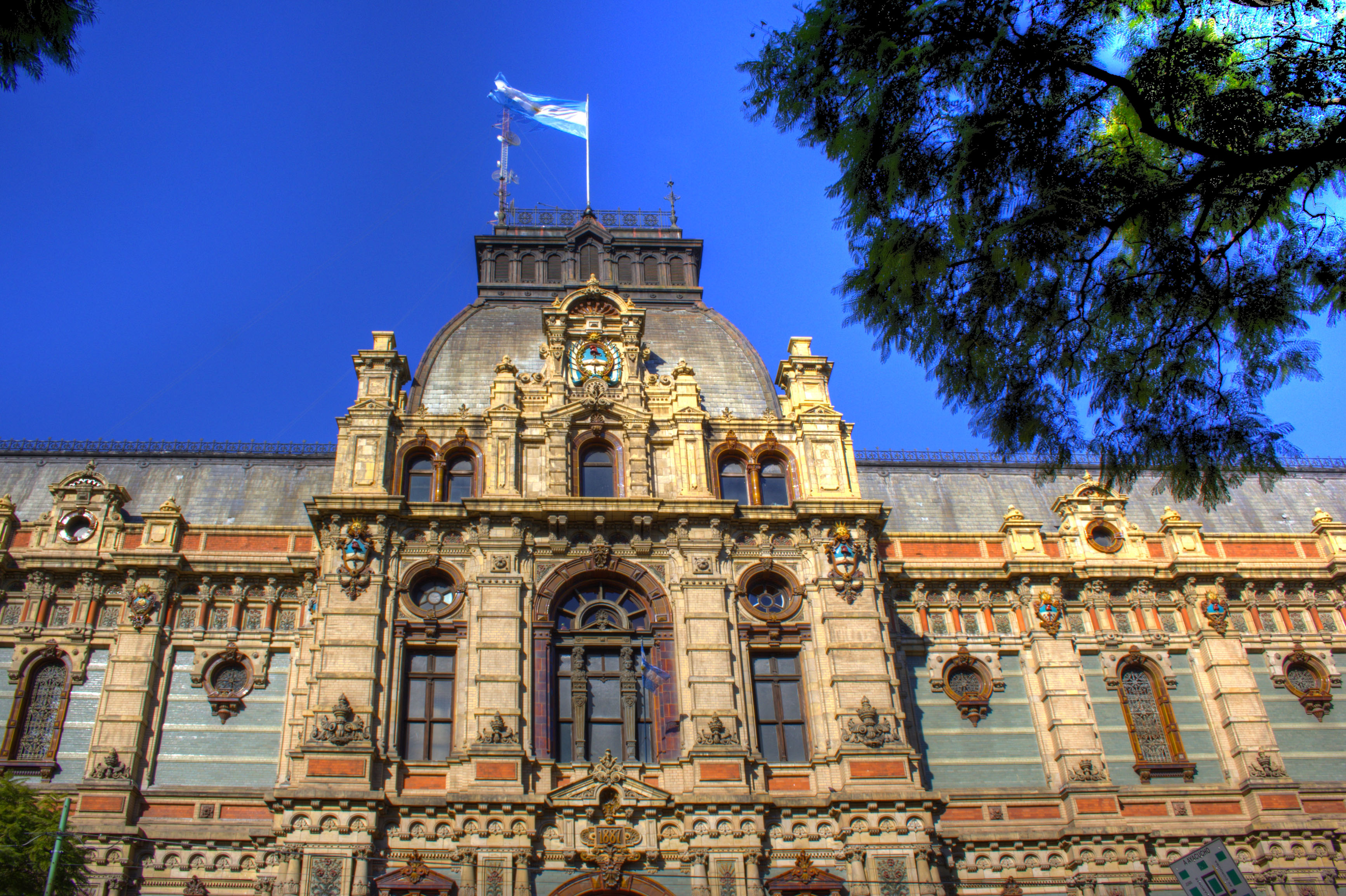
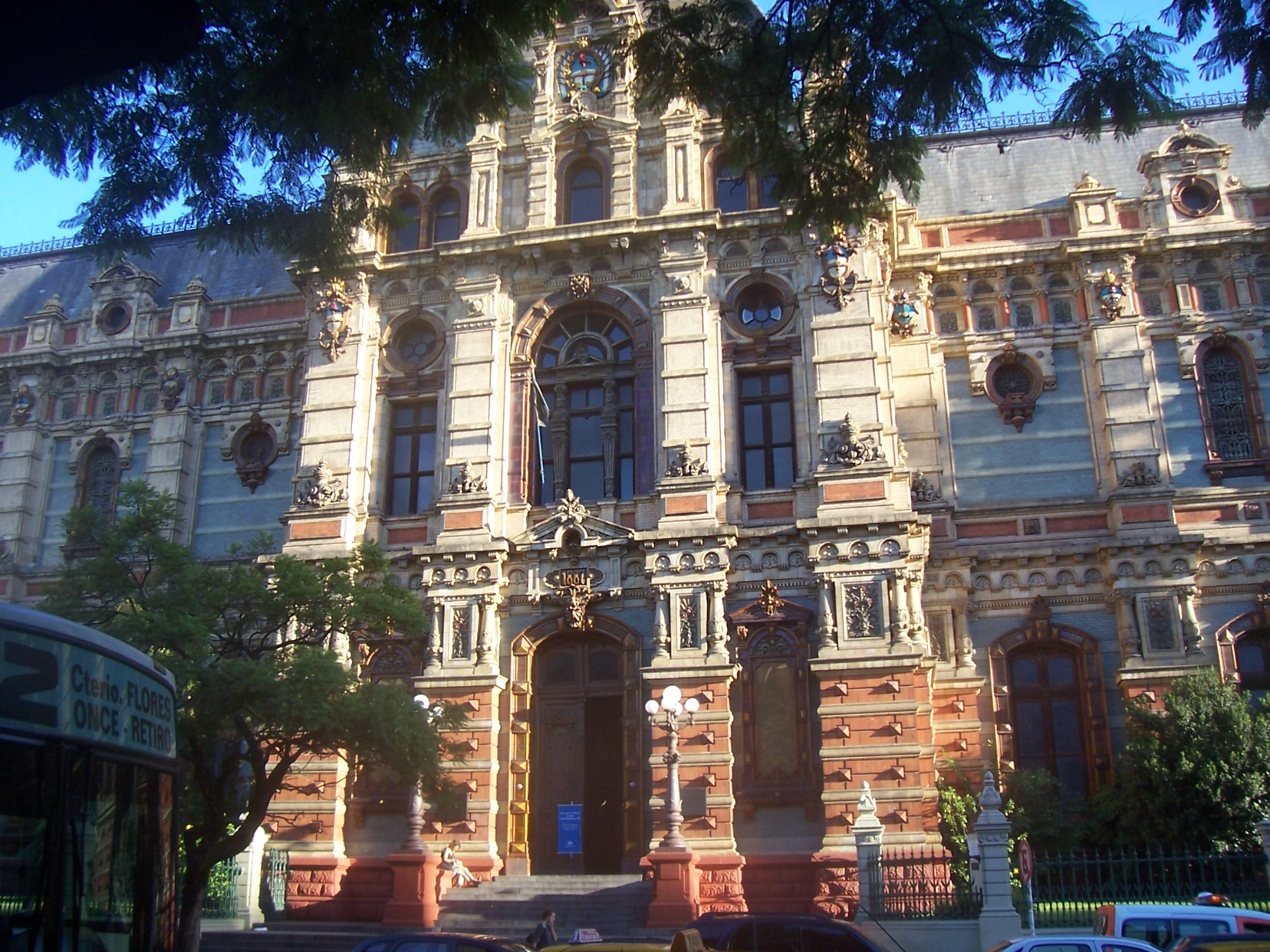

## 内部

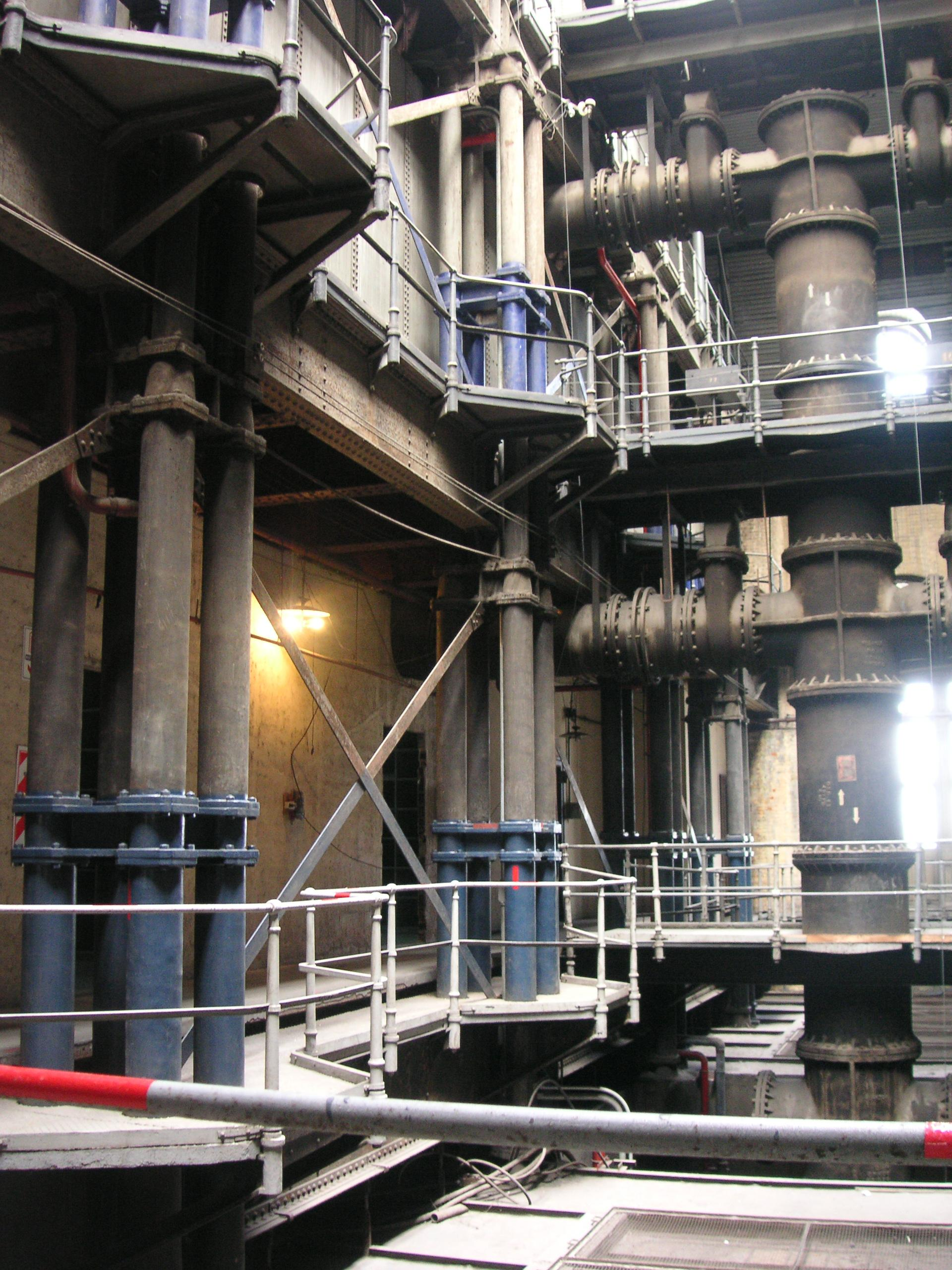
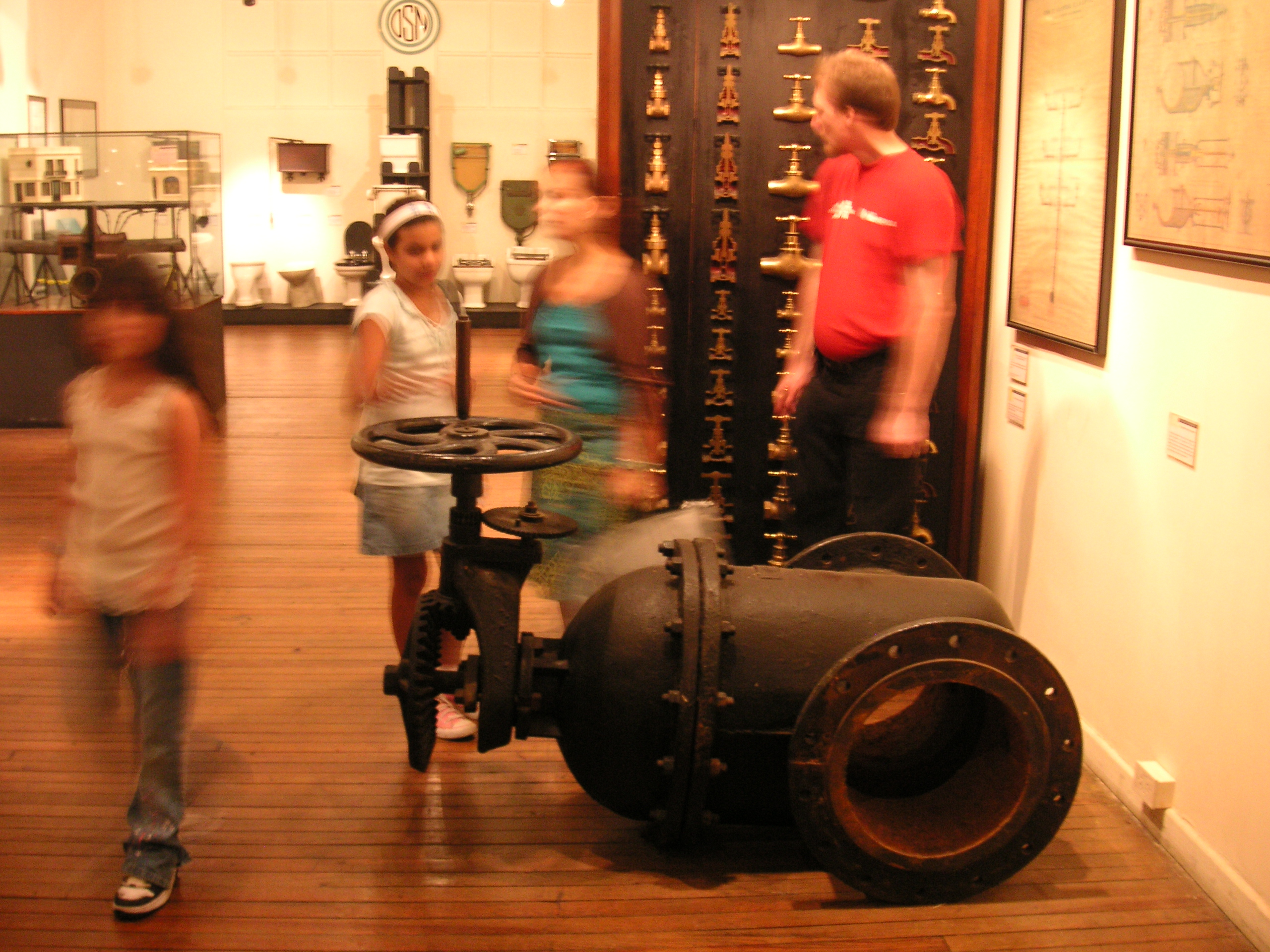
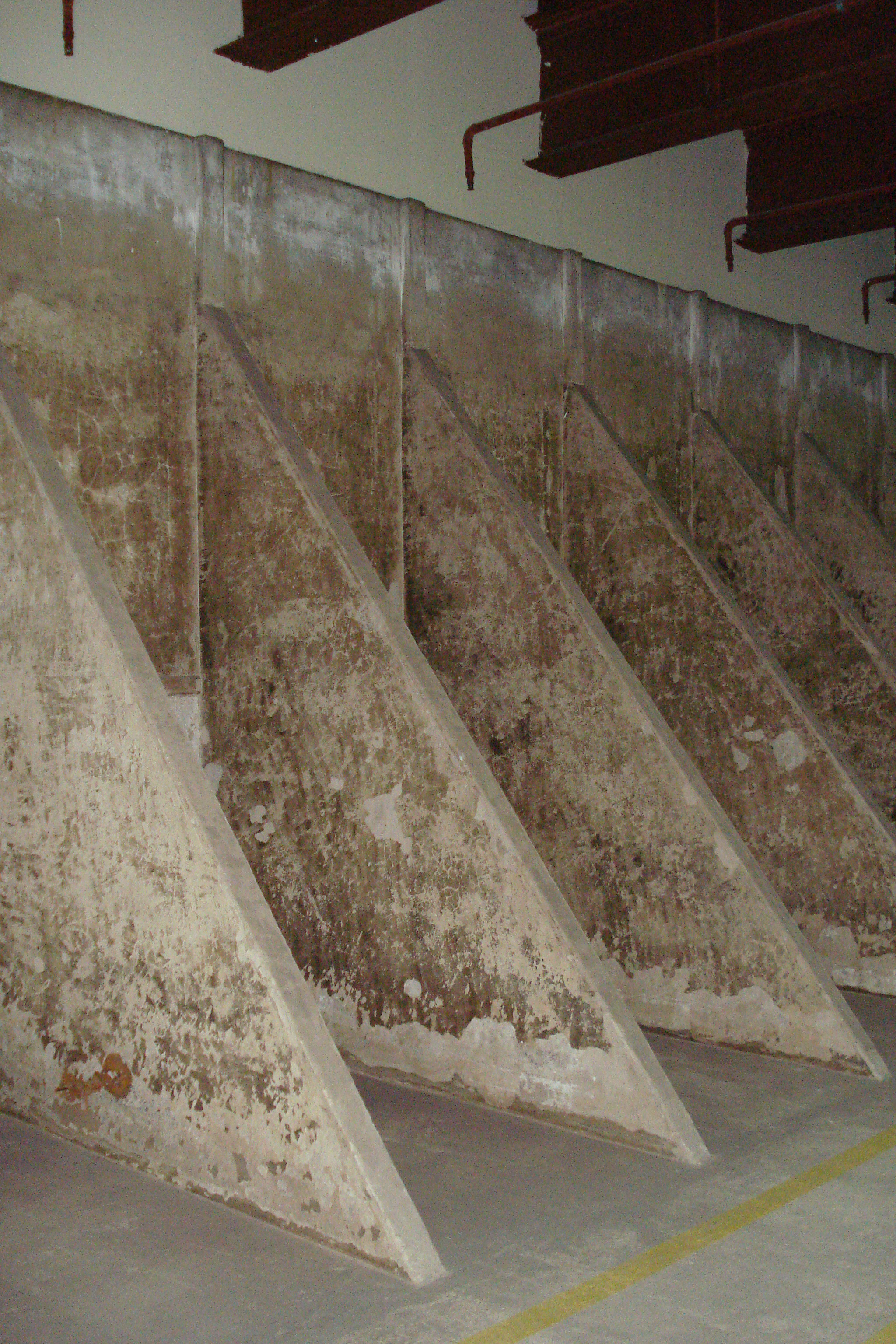
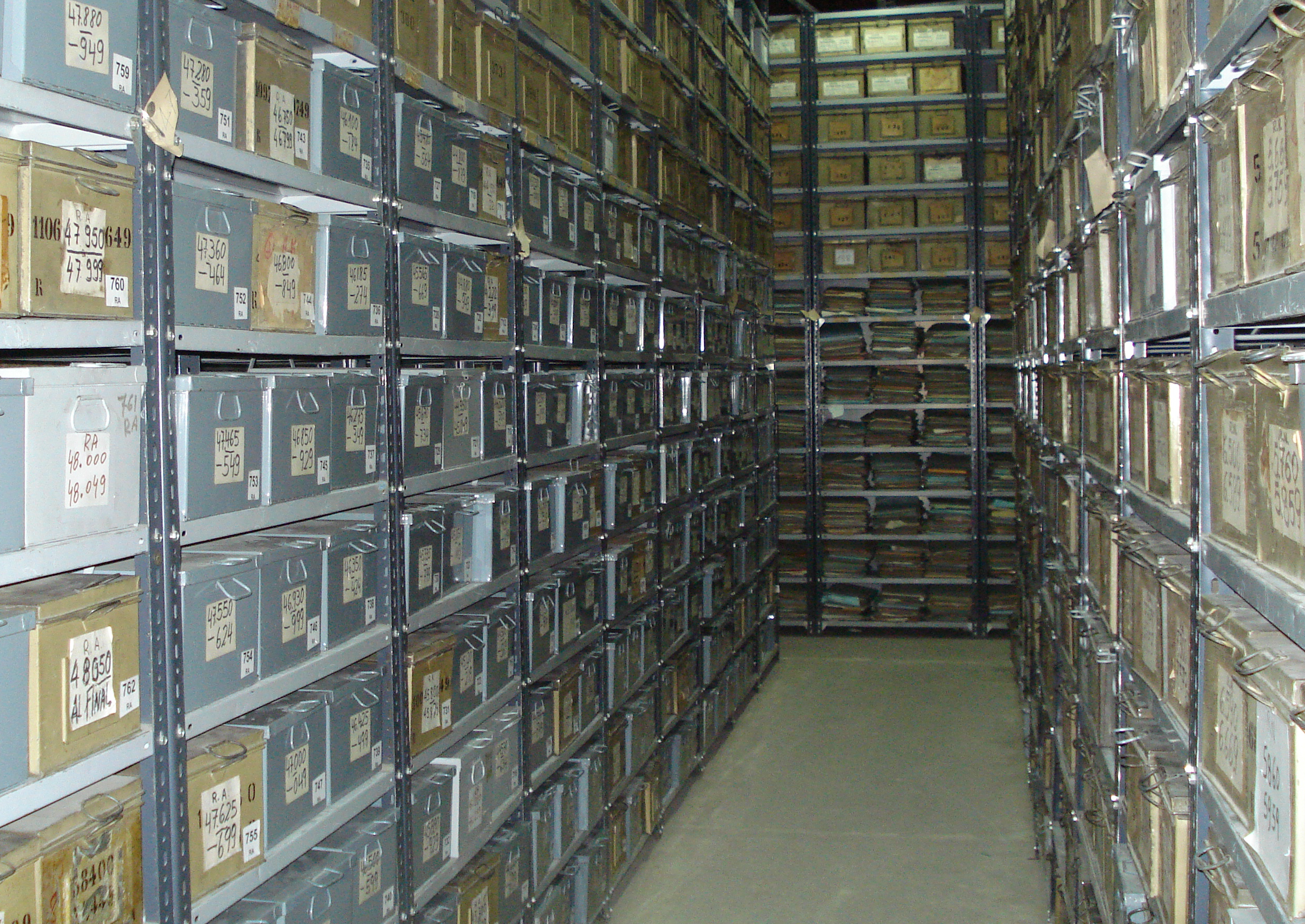

## 外部連結
- Museum of Water and Health History （页面存档备份，存于） - Aguas y Saneamientos Argentinos （西班牙語）

34°36′02″S 58°23′42″W / 34.60056°S 58.39500°W